# 亞納萬卡
亞納萬卡（西班牙語：Yanahuanca），是秘魯的城鎮，位於該國中部帕斯科大區，是丹尼爾阿爾西德斯卡里翁省的首府，處於安第斯山脈東坡，海拔高度3,184米，2005年人口6,925。